# 阿马尔·吉特·辛格
阿马尔·吉特·辛格（英語：Amar Jit Singh，1961年7月19日—），印度前外交官，曾任印度驻赫拉特总领事。

## 經歷
阿马尔·吉特·辛格生於1961年7月19日。据其在X（原Twitter）上所称，出生于印度古吉拉特邦巴罗达。拥有大众传播与新闻学研究生文凭。
1991年加入印度外交部。2001年至2008年，先后任賈朗達爾和阿姆利则的护照官员。2008年至2011年，任印度驻迪拜总领事馆领事。2011年11月至2014年2月，任印度驻阿富汗赫拉特总领事。此外他还曾在伊朗、日本和英国任职。
后任职于印度驻温哥华总领事馆。2021年7月退休。

### 争议
加拿大调查记者萨姆·库珀于2023年撰文称，加拿大安全情报局经过调查，指称两名特定的印度外交官应为印度在加拿大针对印度裔侨民和政府机构的情报活动负责，其中阿马尔·吉特·辛格作为印度驻温哥华领事的活动包括：“招募线人和代理人，渗透、监视和拉拢锡克教侨民社区”，以及“干涉和影响投票，支持那些被评估为亲印度候选人的人”，此外还有“为印度裔加拿大政客及其朋友办理签证”，和同时操纵“印度的禁止前往印度人员‘黑名单’”。
2024年，加拿大广播公司CBC新闻报道称，2022年里普达曼·辛格·马利克（Ripudaman Singh Malik）在加拿大素里市被刺杀身亡前，曾与阿马尔·吉特·辛格联系。马利克曾被控是造成329人遇难的印度航空182號班機空難的嫌疑人，但后来无罪释放，但是很多人依然认为他要为这起恐怖袭击负责。马利克后来放弃了锡克分离主义（卡利斯坦）事业，并通过与阿马尔·吉特·辛格的联系，取得了印度签证，并于2019年返回印度探亲。据报道，马利克在遇害前一天晚上接到了三通来自印度的显示名为“阿马尔吉特·辛格，领事馆”的电话，并在遇害前几个小时与阿马尔·吉特·辛格在WhatsApp上联系过。加拿大调查人员相信此案与哈迪普·辛格·尼贾尔遇刺案有关。